# Karl-Olga-Medaille

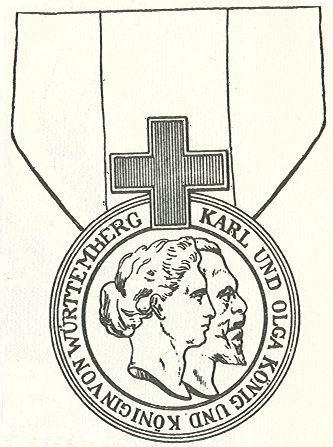
Karl-Olga-Medaille

Die Karl-Olga-Medaille wurde von Königin Olga von Württemberg mit der Zustimmung ihres Mannes Karl I. zur Feier des 25-jährigen Regierungsjubiläums von König Karl am 16. Juni 1889 gestiftet. Die Auszeichnung wurde an Männer und Frauen verliehen, die sich im Dienst des Deutschen Roten Kreuzes zur Pflege verwundeter und erkrankter Soldaten besonders ausgezeichnet hatten. Die Verleihung erfolgte auf Antrag der Königin stets durch den König von Württemberg.

## Aussehen
Die Medaille, die in Silber und in Bronze verliehen wurde, zeigt auf der Vorderseite die Reliefbildnisse des Herrscherpaares, das von einem rot emaillierten Balkenkreuz gekrönt ist. Umlaufend KARL UND OLGA KÖNIG UND KÖNIGIN VON WÜRTTEMBERG. Die Rückseite trägt die vierzeilige Inschrift FÜR VERDIENSTE UM DAS ROTE KREUZ und darunter einen sechsstrahligen Stern. Umlaufend finden sich die Worte VON DER PROTEKTORIN DES WÜRTT. SANITÄTSVEREINS VOM ROTEN KREUZ.
Die Gravur der Medaille besorgte der württembergische Hofmedailleur Karl Schwenzer.

## Trageweise
Getragen wurde die Auszeichnung am Band auf der linken Brustseite. Frauen, die mit der Auszeichnung bedacht wurden, trugen sie an einer Damenschleife.